# Özden Öngün
Özden Öngün (* 10. September 1978 in İzmit) ist ein ehemaliger türkischer Fußballtorhüter und -trainer. 

## Spielerkarriere

### Vereinskarriere
Er spielt in der Position des Torwarts. Er ist verheiratet und hat ein Kind. Seine bisherigen Stationen als Spieler waren Sakaryaspor, Kocaelispor, Konyaspor, Kayserispor und Çaykur Rizespor.
Zum Frühjahr 2012 holte ihn sein Entdecker und Förderer Hikmet Karaman an seine neue Wirkstätte zu Gaziantepspor.
Bereits zum Saisonende verließ er Gaziantepspor und wechselte zu Mersin İdman Yurdu. Bereits nach einer halben Spielzeit kehrte er zu Gaziantepspor zurück.
Ende Dezember 2013 löste er seinen Vertrag mit Gaziantepspor auf und beendete anschließend seine aktive Spielerkarriere.

### Nationalmannschaftskarriere
Özden Öngün fing früh an für die türkischen Jugendnationalmannschaften zu spielen. Er durchlief ab der U-17 nahezu alle Jugendmannschaften. 1998 spielte er einmal für die türkische Fußballnationalmannschaft. 2005 erhielt er zwei weitere Nominierungen, kam er hier nicht zum Einsatz.

## Trainerkarriere
Im Anschluss an seine Trainerkarriere startete er eine Trainerlaufbahn und übernahm als erste Trainertätigkeit den Torwarttrainerposten der türkischen U-15-Nationalmannschaft.

## Erfolge
- Mit Gaziantepspor:
  - Spor Toto Pokal (1): 2012